# Gábor Oroszlán
Gábor Oroszlán es un deportista húngaro que compitió en vela en la clase Soling. Ganó una medalla de oro en el Campeonato Mundial de Soling de 2017 y dos medallas de plata en el Campeonato Europeo de Soling, en los años 2015 y 2016.

## Palmarés internacional
| Campeonato Mundial | Campeonato Mundial    | Campeonato Mundial | Campeonato Mundial |
| Año                | Lugar                 | Medalla            | Clase              |
| ------------------ | --------------------- | ------------------ | ------------------ |
| 2017               | Muiden (Países Bajos) | Medalla de oro     | Soling             |
| Campeonato Europeo |                       |                    |                    |
| Año                | Lugar                 | Medalla            | Clase              |
| 2015               | Berlín (Alemania)     | Medalla de plata   | Soling             |
| 2016               | Traunsee (Austria)    | Medalla de plata   | Soling             |